# Cabinet Oettinger I
Land de Bade-Wurtemberg
Teufel IV Oettinger II
Le cabinet Oettinger I (en allemand : Kabinett Oettinger I) est le gouvernement du Land allemand du Bade-Wurtemberg entre le 29 avril 2005 et le 14 juin 2006, durant la treizième législature du Landtag.

## Majorité et historique
Dirigé par le nouveau ministre-président chrétien-démocrate Günther Oettinger, ce gouvernement est constitué et soutenu par une « coalition noire-jaune » entre l'Union chrétienne-démocrate d'Allemagne (CDU) et le Parti populaire démocratique (FDP/DVP). Ensemble, ils disposent de 73 députés sur 128, soit 57 % des sièges du Landtag de Bade-Wurtemberg.
Il est formé à la suite de la démission du ministre-président chrétien-démocrate Erwin Teufel, au pouvoir depuis janvier 1991, et succède au cabinet Teufel IV, constitué et soutenu par une coalition identique. Au mois d'octobre 2004, Teufel annonce qu'il a l'intention de renoncer à l'ensemble de ses fonctions politiques dans un délai de six mois. Bien qu'il ait choisi sa ministre de l'Éducation, Annette Schavan, pour lui succéder, la CDU régionale lui préfère le président du groupe au Landtag, Günther Oettinger.
À la suite des élections régionales du 26 mars 2006, la CDU se maintient à son score de 2001 avec plus de 44 % des suffrages, tandis que le FDP/DVP repasse la barre des 10 %, une première depuis 1972. Au pouvoir depuis dix ans, la coalition est alors reconduite et constitue le cabinet Oettinger II.

## Composition

### Initiale (29 avril 2005)
- Les nouveaux ministres sont indiqués en gras, ceux ayant changé d'attributions en italique.

| Poste                                                                          | Ministre | Ministre                                             | Parti   |
| ------------------------------------------------------------------------------ | -------- | ---------------------------------------------------- | ------- |
| Ministre-président                                                             |          | Günther Oettinger                                    | CDU     |
| Vice-ministre-président Ministre de l'Économie                                 |          | Ernst Pfister                                        | FDP/DVP |
| Ministre des Affaires européennes                                              |          | Willi Stächele                                       | CDU     |
| Ministre de l'Intérieur                                                        |          | Heribert Rech                                        | CDU     |
| Ministre de l'Éducation, de la Jeunesse et des Sports                          |          | Annette Schavan (jusqu'au 5 octobre 2005) Helmut Rau | CDU     |
| Ministre de la Science, de la Recherche et des Arts                            |          | Peter Frankenberg                                    | CDU     |
| Ministre de la Justice                                                         |          | Ulrich Goll                                          | FDP/DVP |
| Ministre des Finances                                                          |          | Gerhard Stratthaus                                   | CDU     |
| Ministre de l'Alimentation et du Milieu rural                                  |          | Peter Hauk                                           | CDU     |
| Ministre du Travail et des Affaires sociales                                   |          | Monika Stolz                                         | CDU     |
| Ministre de l'Environnement                                                    |          | Tanja Gönner                                         | CDU     |
| Ministre sans portefeuille Représentant du Land auprès du gouvernement fédéral |          | Wolfgang Reinhart                                    | CDU     |